# 26. květen
26. květen je 146. den roku podle gregoriánského kalendáře (147. v přestupném roce). Do konce roku zbývá 219 dní. Svátek má Filip.

## Události

### Česko
- 1303 – Manželka Václava II. Eliška Rejčka byla korunována českou královnou.
- 1867 – Delegaci českých politiků, kteří se vypravili na národopisnou výstavu v Moskvě, přijal ruský car Alexandr II. Nikolajevič. Tato cesta, označovaná také jako „pouť na Rus", byla výrazem nespokojenosti českého národa s uzákoněním rakousko-uherského dualismu.
- 1916 – Premiéra Janáčkovy opery Její pastorkyňa v Národním divadle v Praze.
- 1928 – Otevření nově vybudovaného Brněnského výstaviště.
- 1945 – Zemský národní výbor v Praze vydal výnos, podle kterého „národní výbory nesmí souditi, nebo dokonce na životě trestati, k tomu jsou povolány soudy", jako reakci na samozvané soudy, které vraždily často jen domnělé zrádce.
- 1946 – Konaly se československé parlamentní volby.
- 1995 – Při požáru pražského hotelu Olympic zemřelo 8 lidí.
- 2024 – Česká hokejová reprezentace vyhrála Mistrovství světa v ledním hokeji 2024.

### Svět
- 0451 – V bitvě u Avarajru došlo k střetu arménských a sásánských vojsk.
- 1232 – Papež Řehoř IX. vyslal první inkviziční tým do Aragonu.
- 1521 – Říšský sněm vydal a císař Karel V. podepsal ve falckém Wormsu Wormský edikt, jímž byl dán Martin Luther do říšské klatby.
- 1800 – Francouzské revoluční války: proběhla bitva u Chiuselly.
- 1896 – Proběhla korunovace posledního ruského cara Mikuláše II.
- 1897 – První vydání epistolárního románu Drákula irského autora Brama Stokera, šlo o první zpracování upírské legendy do románové podoby a kniha se stala klasikou literárního vampyrismu.
- 1918 – Byla vyhlášena Gruzínská demokratická republika.
- 1923 – Ve Francii se jel poprvé vytrvalostní závod 24 hodin Le Mans.
- 1942 – V severní Africe začala bitva u Gazaly.
- 1966 – Guyana vyhlásila nezávislost na Spojeném království.
- 1986 – Evropské hospodářské společenství přijalo evropskou vlajku.
- 1991
  - Zviad Gamsachurdia byl demokraticky zvolen prvním prezidentem Gruzie.
  - Při havárii letu Lauda Air 004 v Thajsku zahynulo všech 223 osob na palubě.
- 2008 – Americká robotická sonda Phoenix přistála na Marsu.

## Narození
Automatický abecedně řazený seznam viz Kategorie:Narození 26. května

### Česko

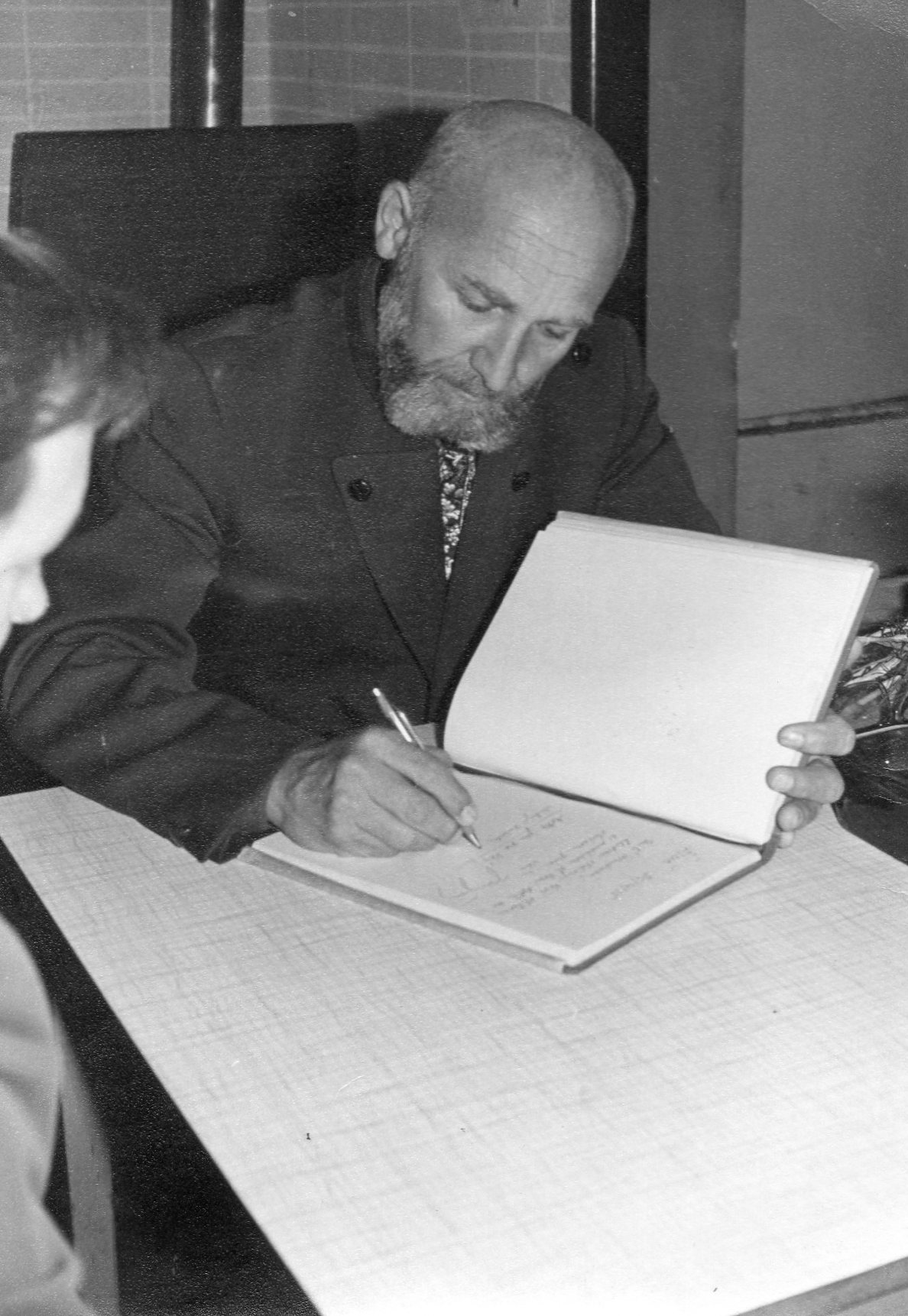
Josef Vágner (* 1928)

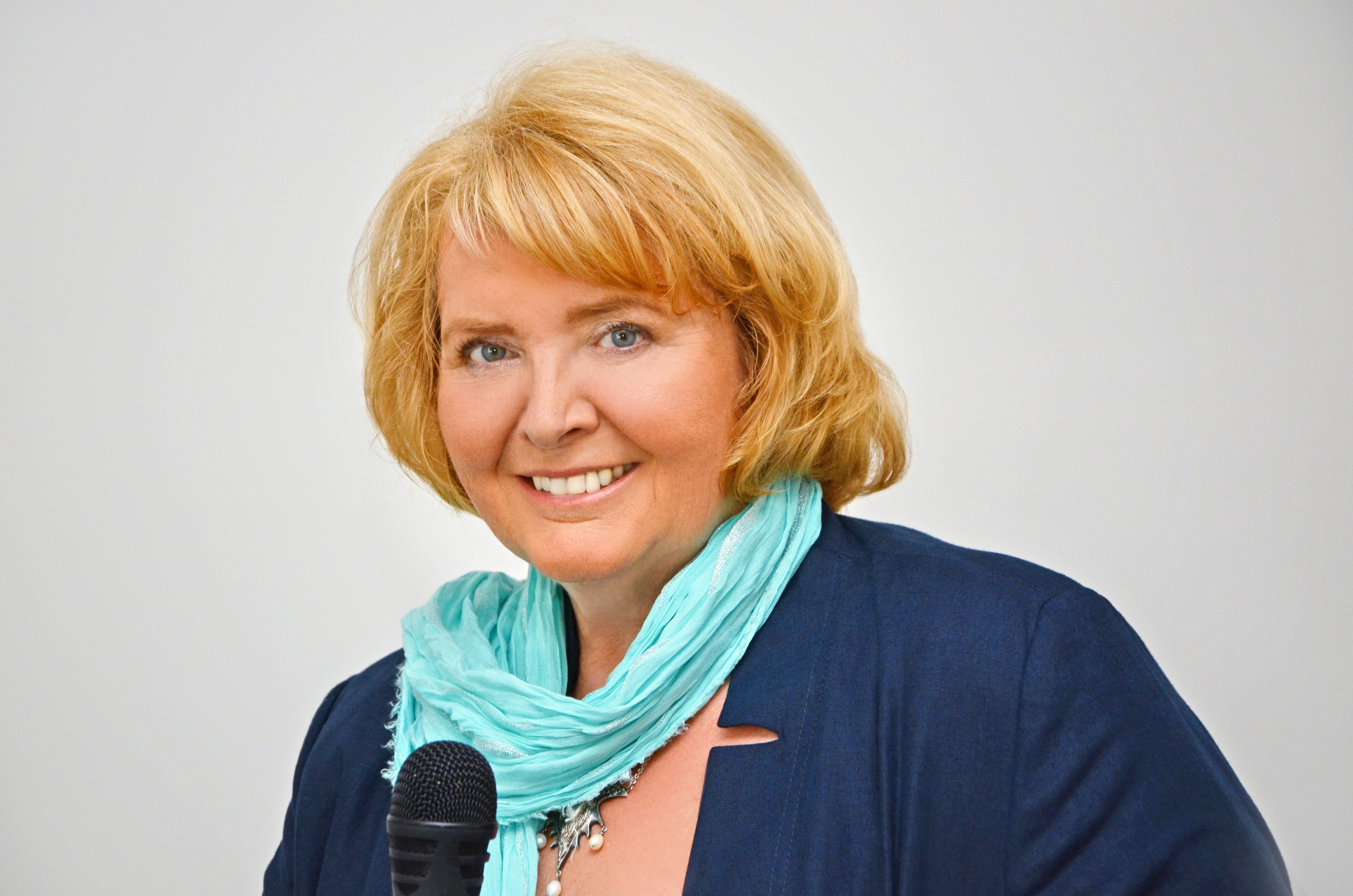
Lída Rakušanová (* 1947)

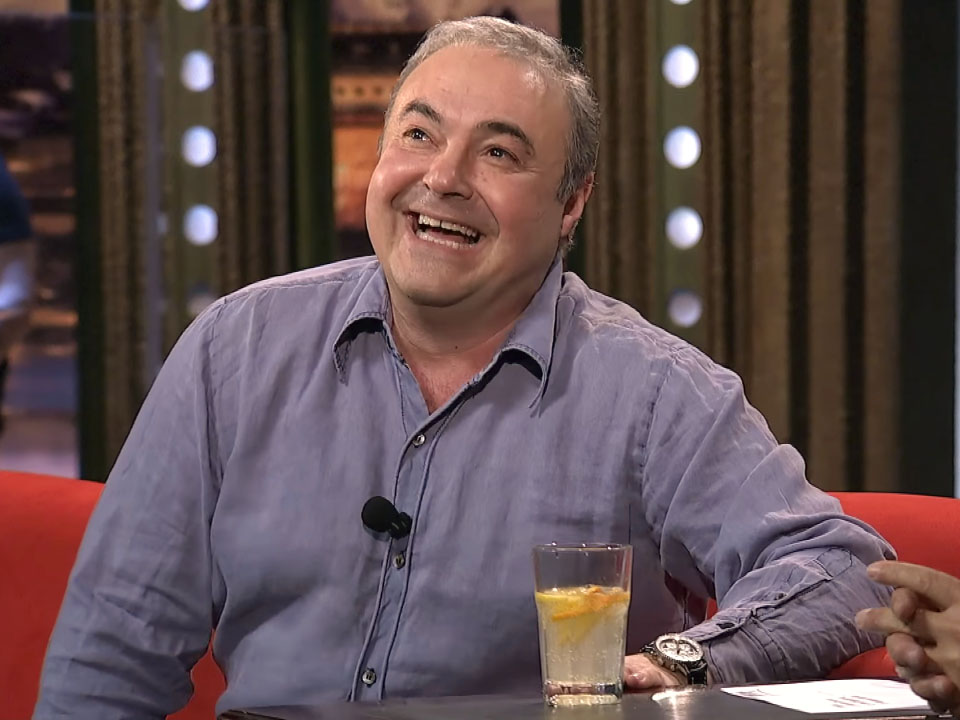
Martin Zounar (* 1967)

- 1728 – Anna Františka Hatašová, operní pěvkyně († 15. prosince 1781)
- 1782 – Josef Drechsler, česko-rakouský kapelník, hudební skladatel a pedagog († 27. února 1852)
- 1840 – Ignác Šechtl, fotograf a průkopník kinematografie († 6. července 1911)
- 1853 – Bohumil Bečka, astronom († 25. června 1908)
- 1855 – Anton Rzehak, geolog a archeolog († 31. března 1923)
- 1879 – Svatý Gorazd II., pravoslavný biskup († 4. září 1942)
- 1880 – Dominik Nejezchleb-Marcha, československý politik († 20. prosince 1961)
- 1881 – Karl Čermak, československý politik německé národnosti († 31. října 1924)
- 1885 – Jan Opočenský, československý diplomat a historik († 4. ledna 1961)
- 1886 – Václav Jiřina, překladatel († 26. května 1946)
- 1893
  - Karel Klapálek, legionář, odbojář, generál, oběť komunistického režimu († 18. listopadu 1984)
  - Otakar Wünsch, člen Petičního výboru Věrni zůstaneme a vydavatel časopisu V boj († 6. října 1947)
- 1900 – Vítězslav Nezval, básník († 6. dubna 1958)
- 1901 – Bohumil Turek, motocyklový a automobilový závodník († 18. ledna 1972)
- 1910 – Oldřich Mikulášek, básník († 13. července 1985)
- 1913 – Otto Slabý, lékař, histolog, embryolog a entomolog († 18. října 1993)
- 1920 – Jan Wiener, letec RAF a politický vězeň komunistického režimu († 24. listopadu 2010)
- 1922 – Miroslav Havel, sklář († 5. září 2008)
- 1924 – Miroslav Kůra, tanečník a choreograf († 11. listopadu 2023)
- 1928 – Josef Vágner, přírodovědec, cestovatel, lovec a spisovatel († 6. května 2000)
- 1931 – Helena Stachová, překladatelka z polštiny
- 1935
  - Radim Vašinka, herec, divadelní režisér a dramatik († 10. srpna 2016)
  - Lubomír Nácovský, olympionik, sportovní střelec († 10. března 1982)
- 1939 – Karel Raška, česko-americký lékař, biochemik, molekulární virolog a genetik
- 1946 – Drahomír Koudelka, volejbalista, mistr světa († 19. srpna 1992)
- 1947
  - Jiří Drda, politik
  - Lída Rakušanová, spisovatelka a novinářka
- 1949 – Tomáš Husák, diplomat
- 1950 – Jiří Kubový, malíř
- 1951
  - Anna Röschová, politička
  - Josef Žáček, malíř
  - Zdeněk Štěpán, dabingový režisér, dabér
- 1953 – Stanislava Nopová, spisovatelka, básnířka, publicistka a vydavatelka
- 1967 – Martin Zounar, filmový a televizní herec
- 1973 – Magdalena Kožená, operní pěvkyně, mezzosopranistka
- 1974 – Vendula Vartová-Eliášová, básnířka, publicistka, překladatelka
- 1989 – Tomáš Pekhart, fotbalista
- 1991 – Martin Donutil, herec

### Svět

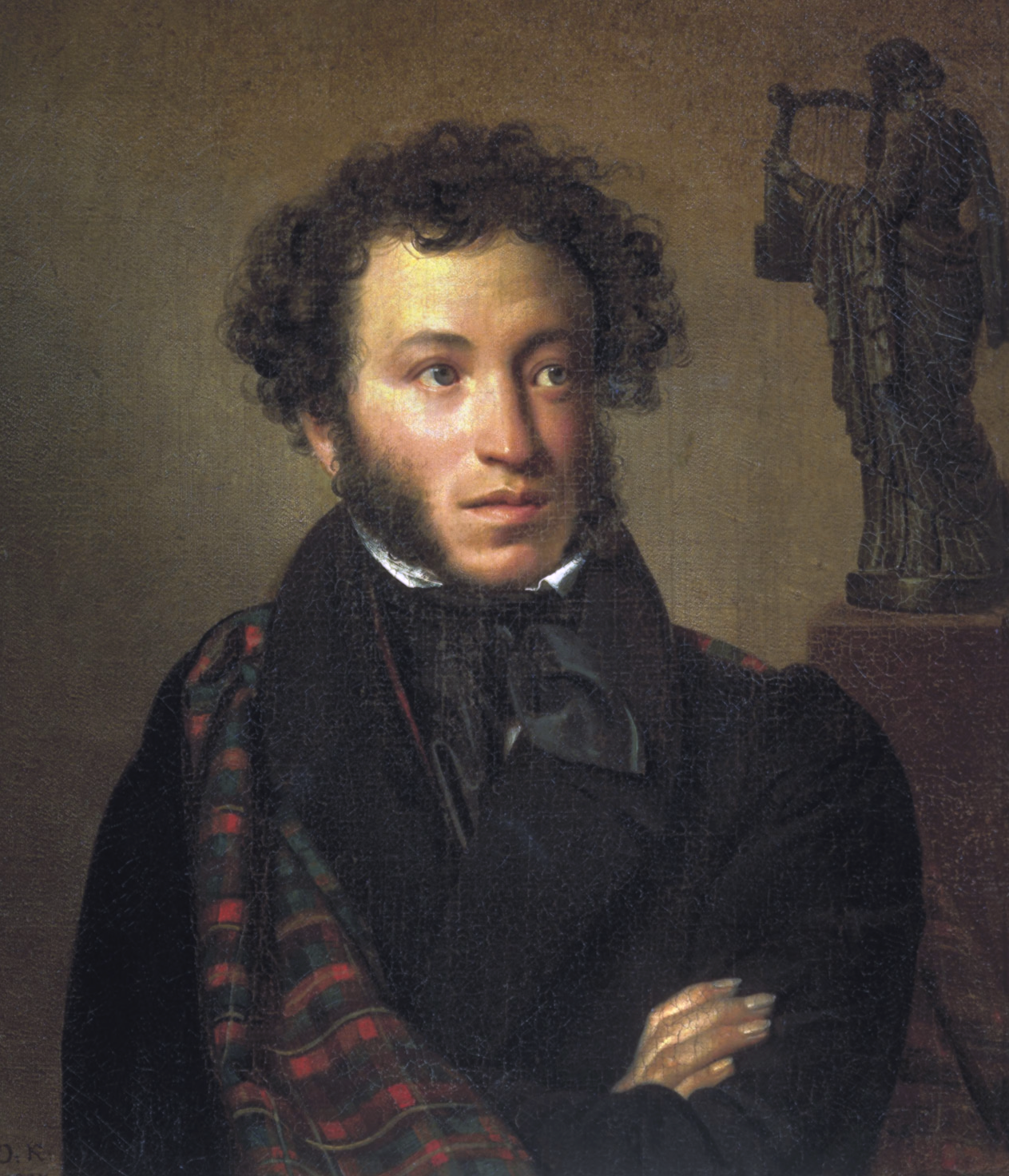
Alexandr Sergejevič Puškin (* 1799)

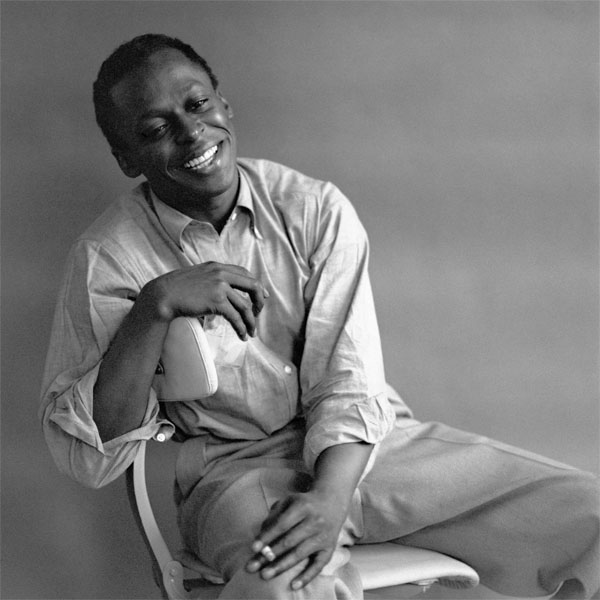
Miles Davis (* 1926)

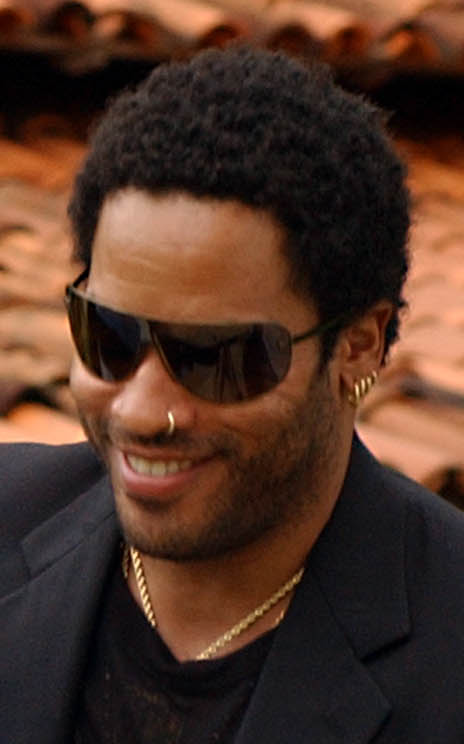
Lenny Kravitz (* 1964)

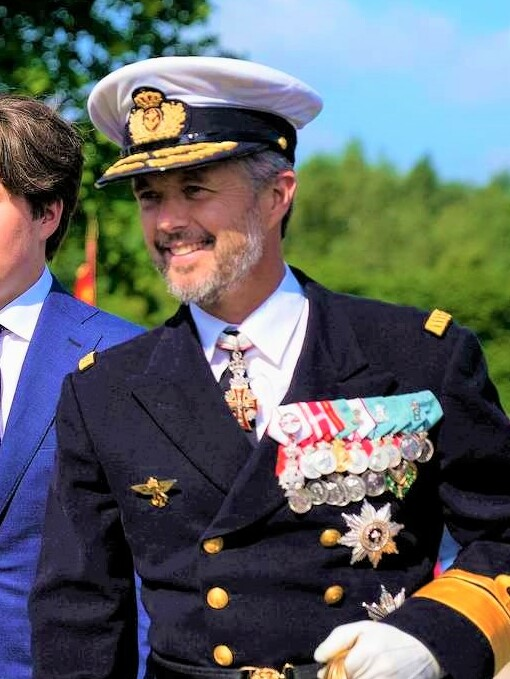
Frederik X. (* 1968)

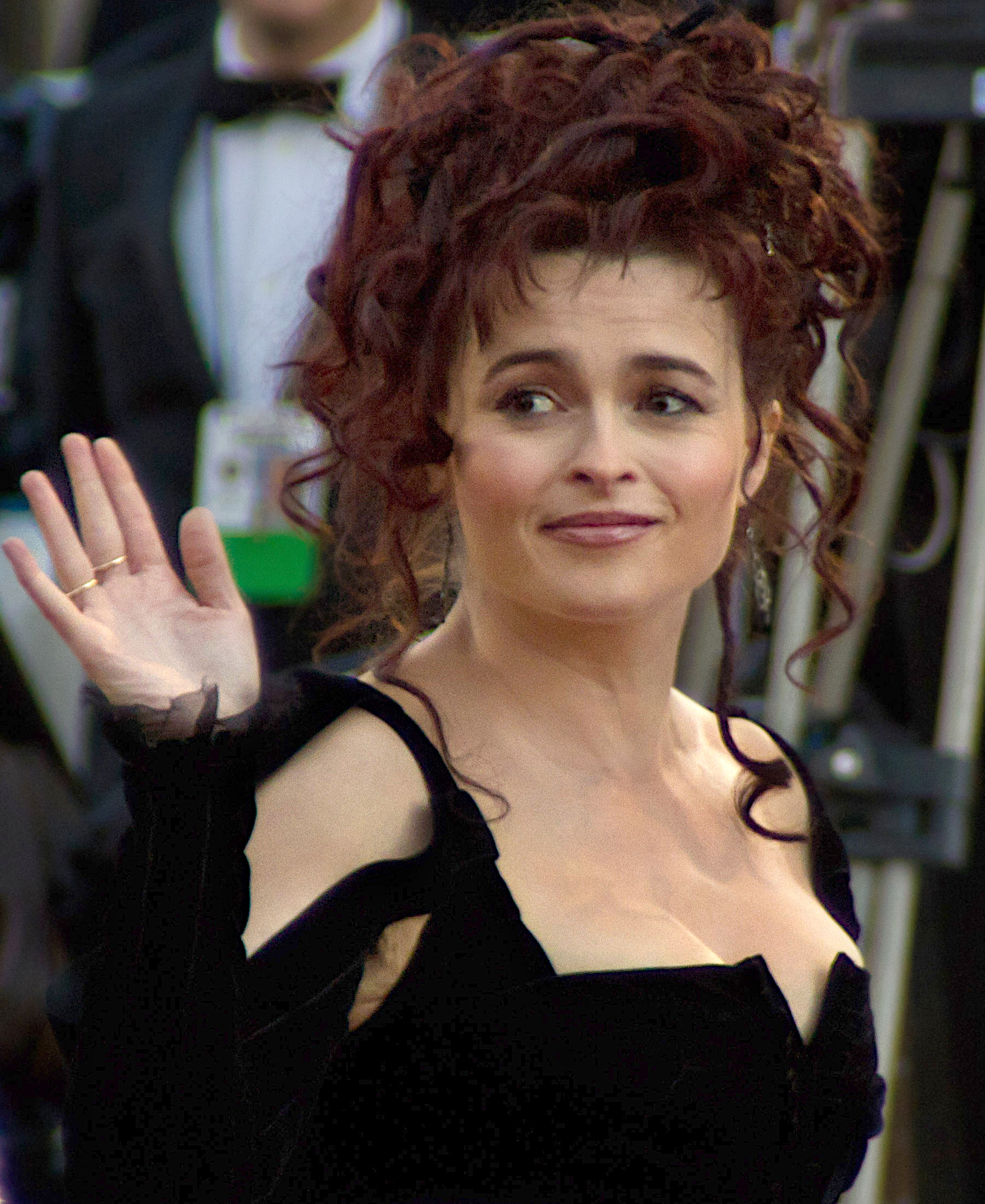
Helena Bonham Carterová (* 1966)

- 1478 – Klement VII., Giulio di Guiliano de Medici, papež († 25. září 1534)
- 1566 – Mehmed III. Spravedlivý, turecký sultán († 22. prosince 1603)
- 1602 – Philippe de Champaigne, francouzský malíř († 12. srpna 1674)
- 1623 – William Petty, anglický ekonom, statistik a lékař († 16. prosince 1687)
- 1650 – John Churchill, vévoda z Marlborough, anglický vojevůdce († 16. června 1722)
- 1667 – Abraham de Moivre, francouzský matematik žijící větší část svého života v Anglii († 27. listopadu 1754)
- 1689 – Mary Wortley Montagu, anglická spisovatelka († 21. srpna 1762)
- 1700 – Mikuláš Ludvík Zinzendorf, německý náboženský a sociální reformátor († 9. května 1760)
- 1733 – Pieter Boddaert, nizozemský lékař a zoolog († 6. května 1795)
- 1796 – Alois II. z Lichtenštejna, lichtenštejnský kníže († 12. listopadu 1858)
- 1799 – Felipe Poey, kubánský zoolog († 28. ledna 1891)
- 1807 – Anton von Hye, ministr spravedlnosti a ministr kultu a vyučování Předlitavska († 8. prosince 1894)
- 1814 – Wilhelm Engerth, rakouský stavitel železnic a konstruktér lokomotiv († 4. září 1884)
- 1863 – Bob Fitzsimmons, britský boxer († 22. října 1917)
- 1865 – Robert William Chambers, americký malíř a spisovatel († 16. prosince 1933)
- 1867
  - Marie z Tecku, britská královna, manželka Jiřího V. († 24. března 1953)
  - Ernst Sellin, německý luterský profesor Starého zákona a archeologie († 1. ledna 1946)
- 1871 – Camille Huysmans, belgický politik († 23. února 1968)
- 1872 – Stanisław Haller de Hallenburg, polský generál († květen 1940)
- 1874 – Laura Montoya Upegui, kolumbijská římskokatolická řeholnice a světice († 21. října 1949)
- 1877 – Isadora Duncanová, americká tanečnice († 14. září 1927)
- 1881 – Valerian Albanov, ruský polárník († 1919)
- 1883 – Peter Kürten, německý sériový vrah († 2. července 1931)
- 1885 – Maurice Dekobra, francouzský spisovatel († 1. června 1973)
- 1886 – Al Jolson, americký zpěvák a kabaretní herec († 23. října 1950)
- 1890 – Samuil Fejnberg, ruský hudební skladatel a klavírista († 22. října 1962)
- 1891
  - Janez Jalen, slovinský kněz a spisovatel († 12. dubna 1966)
  - Paul Lukas, maďarsko-americký filmový herec († 15. srpna 1971)
- 1895 – Dorothea Langeová, americká fotografka († 11. října 1965)
- 1907 – John Wayne, americký herec († 11. června 1979)
- 1910 – Imi Lichtenfeld, tvůrce izraelského bojového systému Krav maga († 9. ledna 1998)
- 1912 – János Kádár, premiér Maďarské lidové republiky († 6. července 1989)
- 1913 – Peter Cushing, britský herec († 11. srpna 1994)
- 1919 – Rubén González, kubánský pianista († 8. prosince 2003)
- 1920 – Peggy Lee, americká jazzová a popová zpěvačka († 21. ledna 2002)
- 1922 – Marian Reniak, polský spisovatel († 8. května 2004)
- 1923 – Harry Gordon Johnson, kanadský ekonom († 9. května 1977)
- 1924 – Mike Bongiorno, americký a italský televizní moderátor († 8. září 2009)
- 1926 – Miles Davis, americký jazzový trumpetista, skladatel a kapelník († 28. září 1991)
- 1927 – Endel Tulving, estonsko-kanadský a psycholog († 11. září 2023)
- 1928 – Jack Kevorkian, americký lékař, propagátor eutanazie († 3. června 2011)
- 1931 – Sven Delblanc, švédský spisovatel († 15. prosince 1992)
- 1934 – Bernard Vitet, francouzský trumpetista († 3. července 2013)
- 1936 – Natalja Gorbaněvská, ruská básnířka, disidentka († 29. listopadu 2013)
- 1938 – Ivan Pop, rusínský historik, bohemista, rusinista, kulturolog († 14. září 2023)
- 1939 – Merab Kostava, gruzínský disident, básník a hudebník († 13. října 1989)
- 1940 – Levon Helm, americký hudebník († 19. dubna 2012)
- 1942 – Dušan Grúň, slovenský zpěvák († 22. dubna 2024)
- 1944 – Verden Allen, britský varhaník
- 1946 – Mick Ronson, britský rockový kytarista, zpěvák, skladatel († 29. dubna 1993)
- 1948 – Stevie Nicks, americká zpěvačka a skladatelka
- 1949 – Ward Cunningham, americký počítačový programátor
- 1951
  - Muhammed Ahmad Fáris, první syrský kosmonaut († 19. dubna 2024)
  - Sally Rideová, americká astronautka († 23. července 2012)
- 1953 – Richard Sohl, americký hudebník († 3. června 1990)
- 1954
  - Alan Hollinghurst, anglický spisovatel, básník a překladatel
  - Marian Gold, německý zpěvák, frontman skupiny Alphaville
- 1955 – Adam Curtis, britský televizní dokumentarista a spisovatel
- 1964 – Lenny Kravitz, americký rockový zpěvák
- 1966 – Helena Bonham Carter, anglická herečka
- 1968 – Frederik X., dánský král
- 1971 – Matt Stone, americký herec, animátor, scenárista a spoluzakladatel seriálu South Park
- 1975 – Lauryn Hill, americká zpěvačka, písničkářka a herečka
- 1977 – Taufaʻao Filise, tonžský ragbista
- 1986
  - Àstrid Bergès-Frisbeyová, španělsko-francouzská herečka a modelka
  - Nao Kodairaová, japonská rychlobruslařka
  - Michel Tornéus, švédský atlet, skokan do dálky

## Úmrtí
Automatický abecedně řazený seznam viz Kategorie:Úmrtí 26. května

### Česko

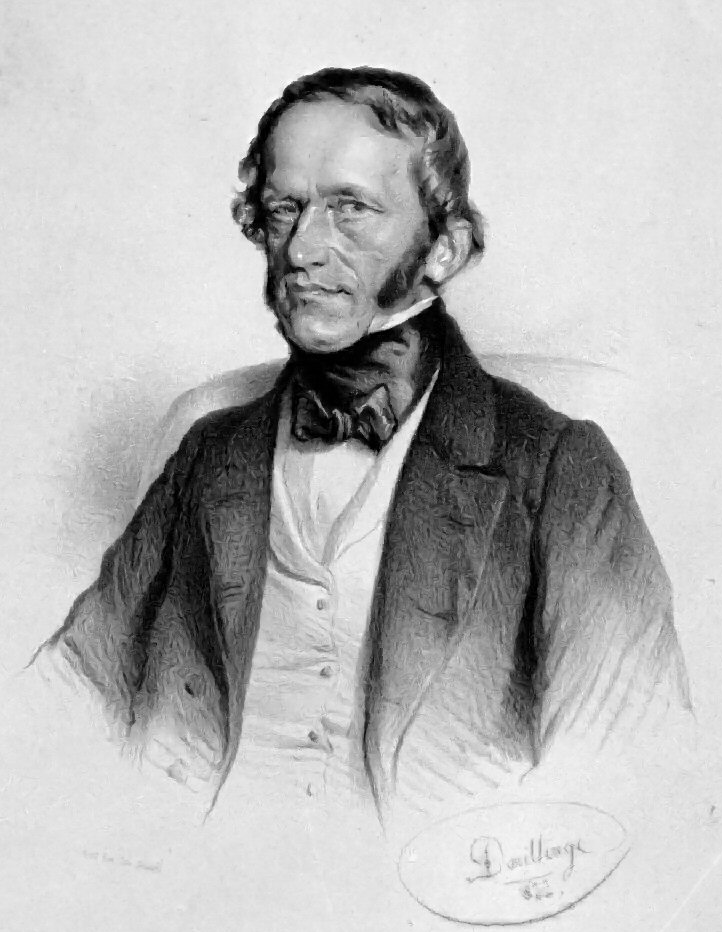
František Palacký († 1876)

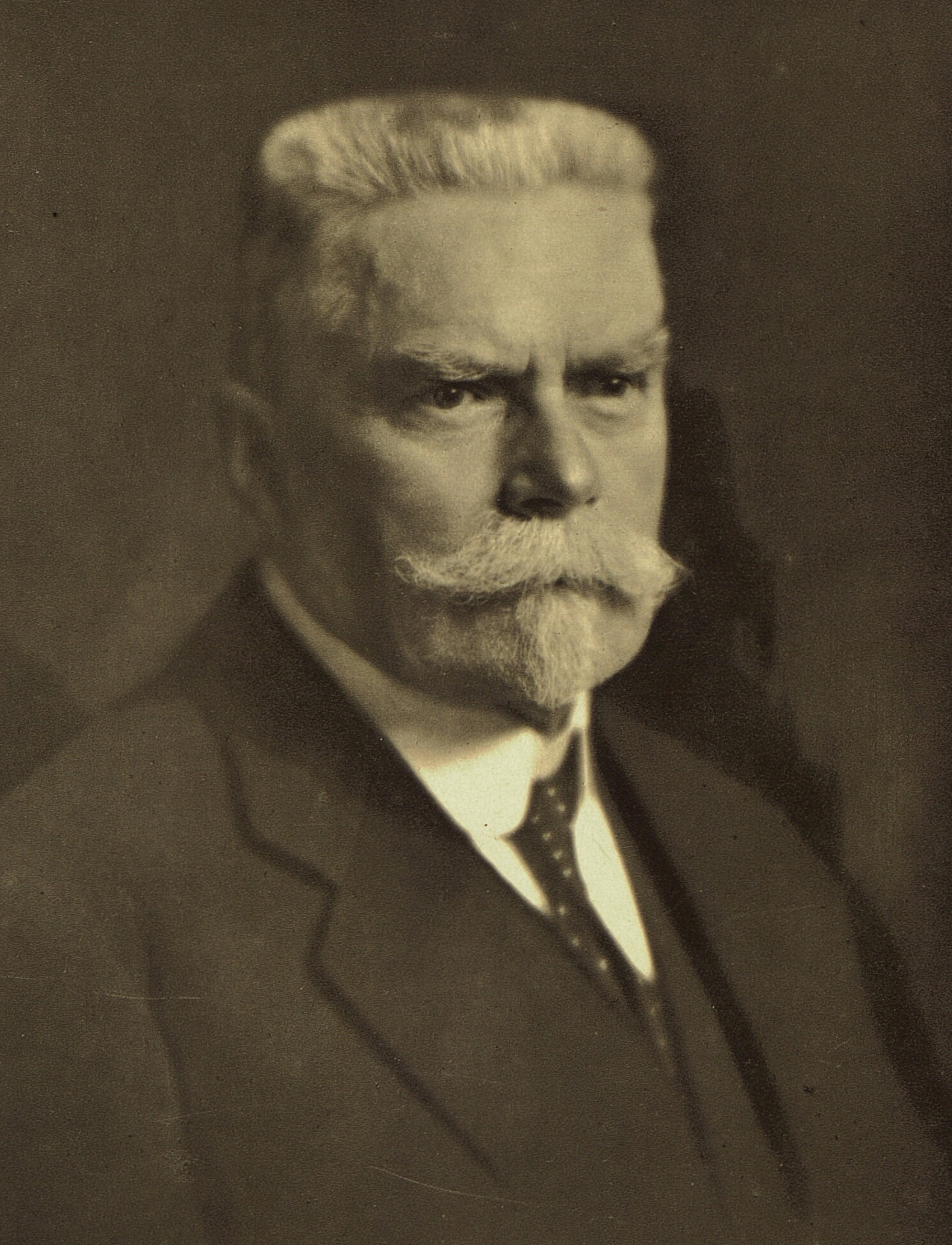
Karel Kramář († 1937)

- 1812 – Johann Zoph, rakouský císařsko-královský podmaršál (* 15. října 1738)
- 1866 – Ignác Leopold Kober, nakladatel (* 6. ledna 1825)
- 1876 – František Palacký, spisovatel, historik a politik (* 14. června 1798)
- 1887 – Jindřich Blažej Vávra, lékař, cestovatel a botanik (* 2. února 1831)
- 1899 – Karel Gerber, odborník na pojišťovnictví (* 1839)
- 1900 – Anton Schobloch, podnikatel (* 5. prosince 1835)
- 1911 – Alois Strnad, matematik a geometr (* 1. října 1852)
- 1925 – Peter Riedl, pražský německý novinář a spisovatel (* 19. prosince 1853)
- 1926 – Josef Kuchař, básník (* 14. listopadu 1847)
- 1930 – Josef Vančura, právník, profesor římského práva (* 21. února 1870)
- 1937
  - Jan Minařík, malíř (* 15. prosince 1862)
  - Karel Kramář, politik (* 27. prosince 1860)
- 1943 – Marie Pospíšilová, herečka (* 23. ledna 1862)
- 1946 – Václav Jiřina, překladatel (* 26. května 1886)
- 1947 – Romuald Rudolf Perlík, archivář na Strahově a historik církevní hudby (* 11. března 1882)
- 1952 – Jindřich Ladislav Barvíř, geolog (* 15. července 1863)
- 1955 – Ján Halla, slovenský básník a československý meziválečný politik (* 14. dubna 1885)
- 1964 – František Pala, hudební vědec (* 9. května 1887)
- 1965 – Václav Machek, jazykovědec (* 8. listopadu 1894)
- 1968 – Vlasta Hilská, profesorka japonské filologie a dějin (* 22. června 1909)
- 1970 – Ladislav Lábek, historik a muzeolog (* 27. ledna 1882)
- 1973 – Ladislav Žák, malíř a architekt (* 25. června 1900)
- 1982 – Bohumil Janda, nakladatel a lexikograf (* 20. prosince 1900)
- 1991 – Konrád Babraj, sochař (* 22. dubna 1921)
- 2001 – Josef Kratochvil, spisovatel, skautský činitel a vysokoškolský pedagog (* 1. ledna 1915)
- 2002 – Eduard Tomáš, mystik, jogín a spisovatel (* 25. listopadu 1908)
- 2005 – Roman Hemala, herec (* 11. ledna 1925)
- 2006 – Štěpán Koníček, skladatel, dirigent a hudební dramaturg (* 7. března 1928)
- 2007 – Antonín Lauterbach, pedagog, spisovatel a divadelník (* 2. září 1912)
- 2012 – Aleš Zimolka, rockový bubeník (* 7. dubna 1963)
- 2013 – Dušan Cvek, lékař a básník (* 8. června 1926)

### Svět

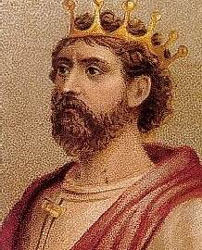
Edmund I. († 946)

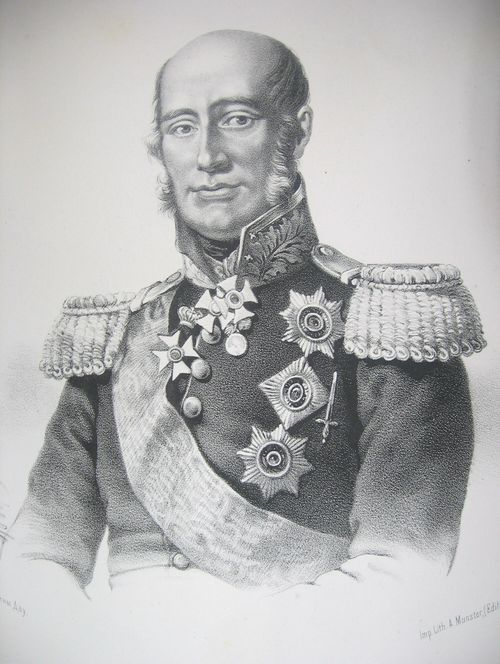
Michail Bogdanovič Barclay de Tolly († 1818)

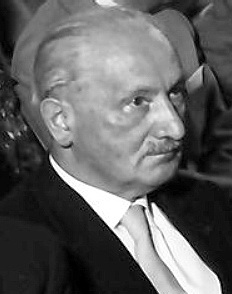
Martin Heidegger († 1976)

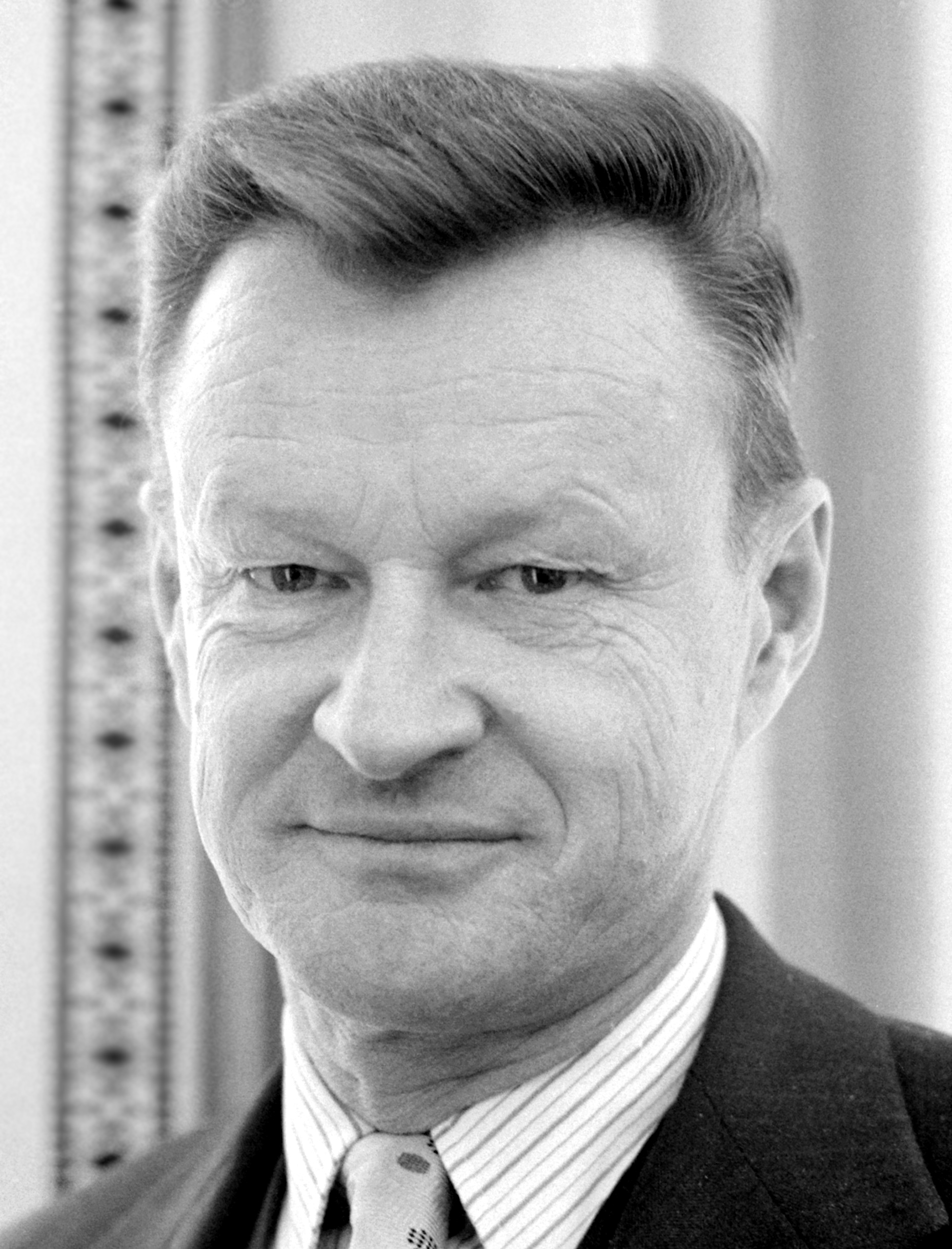
Zbigniew Brzezinski († 2017)

- 0946 – Edmund I., anglický král (* cca 921)
- 1339 – Aldona Anna Litevská, polská královna, manželka Kazimíra III. (* asi 1309)
- 1362 – Ludvík I., neapolský král (* 1320)
- 1512 – Bájezíd II., turecký sultán (* 3. prosince 1447)
- 1552 – Sebastian Münster, německý učenec (* 20. ledna 1488)
- 1595 – Filip Neri, italský kněz a světec (* 21. července 1515)
- 1696 – Albertina Agnes Oranžská, místodržitelka Fríska, Drentska a Groningenu (* 9. dubna 1634)
- 1679 – Ferdinand Maria Bavorský, bavorský kurfiřt (* 31. října 1636)
- 1683 – Jan Adolf I. ze Schwarzenbergu, šlechtic a diplomat (* 20. září 1615)
- 1703 – Louis-Hector de Callière, generální guvernér Nové Francie (* 12. listopadu 1648)
- 1707 – Madame de Montespan, milenka francouzského krále Ludvíka XIV. (* 5. října 1640)
- 1774 – Wilhelm Reinhard von Neipperg, rakouský polní maršál (* 27. května 1684)
- 1816 – Adrian Zingg, sasko-švýcarský malíř (* 15. dubna 1734)
- 1818 – Michail Bogdanovič Barclay de Tolly, ruský generál (* 27. prosince 1761)
- 1864 – Charles Sealsfield, rakouský a americký spisovatel (* 3. března 1793)
- 1870 – Johann Heinrich Blasius, německý ornitolog (* 7. října 1809)
- 1871 – Aimé Maillart, francouzský hudební skladatel (* 24. března 1817)
- 1883 – Abd al-Kádir, alžírský islámský učenec (* 6. září 1808)
- 1888 – Ascanio Sobrero, italský chemik, objevitel nitroglycerinu (* 12. října 1812)
- 1902
  - Almon Strowger, americký vynálezce (* 1839)
  - Anton von Banhans, předlitavský politik (* 8. listopadu 1825)
- 1904 – Georges Gilles de la Tourette, francouzský neurolog (* 30. října 1857)
- 1907
  - Ida Saxton McKinleyová, manželka 25. prezidenta USA Williama McKinleye (* 8. června 1847)
  - Emil Steinbach, předlitavský státní úředník a politik (* 11. června 1846)
- 1908 – Mirza Gulám Ahmad, indický islámský náboženský vůdce (* 13. února 1835)
- 1910 – Marian Gawalewicz, polský spisovatel, novinář a divadelní kritik (* 21. října 1852)
- 1912 – Amélie Bavorská, bavorská princezna (* 24. prosince 1865)
- 1914 – Jacob Augustus Riis, americký fotograf, sociolog, novinář a spisovatel (* 3. května 1849)
- 1927 – Béla Szenes, maďarský spisovatel (* 18. ledna 1894)
- 1933 – Jimmie Rodgers, americký country zpěvák a skladatel (* 8. září 1897)
- 1934 – Alfons Neapolsko-Sicilský, neapolsko-sicilský princ a hrabě z Caserty (* 28. března 1841)
- 1938
  - Rafael Arnáiz Barón, španělský trapista, architekt a katolický světec (* 9. května 1911)
  - John Jacob Abel, americký biochemik a farmakolog (* 19. května 1857)
- 1944 – Christian Wirth, německý SS Sturmbannführer (* 24. listopadu 1885)
- 1946 – Fridrich Waldecko-Pyrmontský, poslední waldecko-pyrmontský kníže (* 20. ledna 1865)
- 1947 – Theodor Morell, osobní lékař Adolfa Hitlera (* 22. července 1886)
- 1951 – Lincoln Ellsworth, americký podnikatel, letec a polární badatel (* 12. května 1880)
- 1955
  - Alberto Ascari, italský automobilový závodník (* 13. července 1918)
  - Ján Halla, slovenský básník (* 14. dubna 1885)
- 1956 – Sergej Melgunov, ruský historik (* 6. ledna 1880)
- 1966 – Áron Tamási, maďarský spisovatel (* 20. září 1897)
- 1968 – Little Willie John, americký R&B zpěvák (* 15. listopadu 1937)
- 1971 – Július Adamiš, slovenský evangelický kněz a církevní historik (* 28. května 1885)
- 1976 – Martin Heidegger, německý filozof (* 26. září 1889)
- 1978 – Johannes Schwarzenberg, rakouský diplomat (* 31. ledna 1903)
- 1987 – Jerucham Zeisel, izraelský politik a starosta města Haifa (* 1909)
- 1989 – Phineas Newborn, americký klavírista (* 14. prosince 1931)
- 1997 – Manfred von Ardenne, německý fyzik (* 20. ledna 1907)
- 1999 – Paul Sacher, švýcarský dirigent (* 28. dubna 1906)
- 2002 – Mamo Wolde, etiopský olympijský vítěz v maratonu (* 12. června 1932)
- 2005 – Eddie Albert, americký herec (* 22. dubna 1906)
- 2006 – Édouard Michelin, společník a generální ředitel společnosti Michelin Group (* 13. srpna 1963)
- 2008 – Sydney Pollack, americký filmový režisér, herec a producent (* 1. července 1934)
- 2009 – Peter Zezel, kanadský hokejista (* 22. dubna 1965)
- 2017 – Zbigniew Brzezinski, polsko-americký politolog (* 28. března 1928)
- 2020 – Prahlad Džani, indický Sádhu (* 13. srpna 1929)
- 2021 – Tarcisio Burgnich, italský fotbalový obránce (* 25. dubna 1939)
- 2022
  - Ray Liotta, americký herec (* 18. prosince 1954)
  - Andrew Fletcher, britský hudebník, člen skupiny Depeche Mode (* 8. července 1961)

## Svátky

### Česko
- Filip, Filipa

### Svět
- Slovensko: Dušan
- Polsko: Den matek
- Guyana: Den nezávislosti
- Gruzie: Den nezávislosti
- Francie: Fete des Méres
- Dánsko: Narozeniny korunního prince

Katolický kalendář
- Svatý Eleutherus, 13. papež katolické církve († 189)

| 26. květen v pražském KlementinuÚdaje jsou platné k 8. 7. 2025. | 26. květen v pražském KlementinuÚdaje jsou platné k 8. 7. 2025. | 26. květen v pražském KlementinuÚdaje jsou platné k 8. 7. 2025. |
| minimum                                                         | denní průměr                                                    | maximum                                                         |
| --------------------------------------------------------------- | --------------------------------------------------------------- | --------------------------------------------------------------- |
| 2,2 °C (1867)                                                   | 16,1 °C (od 1961)                                               | 31,6 °C (1868)                                                  |